# Pálos Péter
Pálos Péter (1985. augusztus 31. –) kétszeres paralimpiai bajnok, háromszoros világ-és Európa-bajnok magyar asztaliteniszező.

## Sportpályafutása
Már tizenhárom évesen megismerkedett az asztalitenisszel. Tizennégy éves korában ment el édesanyjával a BVSC edzésére, azóta is ott játszik. 11-es, enyhén értelmi fogyatékos kategóriában játszik, edzője Aranyosi Péter.
2007-ben korábbi világbajnoki címét védte meg az 5. INAS-FID asztalitenisz-világbajnokságon. 
A 2011-es asztalitenisz-Európa-bajnokságon aranyérmes lett. 
A 2012-es londoni paralimpiai játékokon, első paralimpiáján aranyérmet szerzett. Azt a Szon Bjeong Dzsunt győzte le, akitől a csoportkörben kikapott, illetve aki az egyetlen legyőzője volt az előző öt évben. 2013 májusában a szlovéniai Világkupa-versenyen második helyen végzett német versenytársával a párosok versenyében.
A 2013 szeptemberében rendezett Európa-bajnokságon 11-es sérültségi kategóriában ezüstérmet szerzett, míg az egy évvel későbbi világbajnokságon bronzérmes volt. A 2016-os riói paralimpián bronzérmet szerzett, a 3. helyért a dél-koreai Kim ellen győzött 3-2-re.
2018-ban, a Szlovéniában rendezett világbajnokságon ezüstérmet szerzett. A koronavírus-járvány miatt 2021 nyarára halasztott tokiói paralimpián megszerezte második paralimpiai aranyérmét. A döntőben 3-2-re győzte le az ausztrál Samuel Philip von Einemet.

## Díjai, elismerései
- A Magyar Érdemrend tisztikeresztje (2012)
- Az év magyar férfi para és fogyatékos sportolója (2012)
- A Magyar Érdemrend középkeresztje a csillaggal (2021)[14]
- Zugló díszpolgára (2021)[15]
- A Magyar Érdemrend nagykeresztje (2024)[16]